# Il diario del vampiro - Lo squartatore
Il diario del vampiro - Lo squartatore è il quarto libro della serie I diari di Stefan, facente parte della saga de Il diario del vampiro di Lisa J. Smith, pubblicato l'8 novembre 2011 negli Stati Uniti e in italiano il 21 febbraio 2013. Il romanzo è narrato dal punto di vista di Stefan e si configura come un antefatto delle vicende raccontate nella serie televisiva The Vampire Diaries.

## Trama
Inghilterra, 1888. Dopo aver lasciato l'America, Stefan, con il nome fittizio di Stefan Pine, lavora come custode e giardiniere presso la tenuta della famiglia Abbott, a Ivinghoe. Durante un viaggio a Londra, Stefan apprende che un serial killer, Jack lo squartatore, sta mietendo vittime tra le prostitute, e che suo fratello Damon è arrivato in città. Sospettando che sia proprio lui l'assassino, Stefan rimane nella metropoli per indagare, e capisce che lo Squartatore è un vampiro che nutre del risentimento nei suoi confronti: su un muro, infatti, trova la scritta "Salvatore, avrò la mia vendetta" tracciata con il sangue. Il ragazzo conosce Violet Burns, una cameriera aspirante attrice, la cui sorella, Cora, è scomparsa: Stefan decide di aiutarla a trovarla, sperando che non sia stata già uccisa. Ritrova anche Damon, che dichiara di non essere il killer, e, credendogli, Stefan lo convince ad unire le forze per scovare lo Squartatore e scoprire cos'ha contro di loro. Intanto, questi continua a mietere altre vittime. Durante una festa a Canary Wharf, Stefan e Violet ritrovano Cora: la ragazza, però, è confusa e non riesce a ricordare cosa le sia successo. Al termine della serata, trascorsa insieme a Damon e ai suoi amici, i fratelli Samuel e Henry, Stefan rinviene il corpo senza vita di Violet. Ben presto, questa si risveglia in stato di transizione per diventare una vampira. Poiché il suo ultimo ricordo riguarda Damon, Stefan si convince che il fratello abbia mentito e sia davvero lo Squartatore. Spiegata la situazione all'amica, Violet decide di non completare la trasformazione e lasciarsi morire, e i due partono per Ivinghoe per allontanarsi da Damon. Durante il viaggio, però, vengono raggiunti da Henry, che si scopre essere un vampiro: lui e Stefan ingaggiano una breve lotta, al termine della quale Henry viene sbalzato giù dal treno in corsa. Una volta arrivati a casa Abbott, Stefan tiene compagnia a Violet mentre la ragazza attende la morte, quando un urlo proveniente dalla villa lo costringe ad allontanarsi dal capanno in cui si erano nascosti. In una delle stanze, il vampiro trova la famiglia, sconvolta, e apprende che uno dei loro giovani figli, Oliver, è scomparso, e che tutti credono che sia stato lui ad averlo portato via. Stefan capisce che si tratta di un trucco di Damon volto a separarlo da Violet per potersi avvicinare a lei e trasformarla contro la sua volontà. Tornato da lei, il ragazzo la sorprende mentre finisce di bere il sangue dal corpo ormai senza vita di Oliver. I due vengono raggiunti da Samuel, anch'egli un vampiro, che rivela di essere il vero Squartatore, ma che, con i suoi poteri, ha convinto una persona ad andare dalla polizia per incastrare Damon al suo posto. L'uomo porta via Violet, abbandonando Stefan nel capanno, a cui viene dato fuoco. L'arrivo di Damon e Cora impedisce che Stefan muoia, ma sono costretti a fuggire, poiché una squadra di ricerca sta passando al setaccio la zona in cerca di Stefan, per accusarlo formalmente del rapimento e della morte di Oliver. Il terzetto decide di tornare a Londra, per salvare Violet e vendicarsi di Samuel.

## Edizioni
- Lisa Jane Smith, Il diario del vampiro. Lo squartatore, Gli Insuperabili - Newton Compton Editori, 2013,  p. 288, ISBN 978-88-541-5015-7.
- Lisa Jane Smith, Il diario del vampiro. 6 romanzi in 1, I Superinsuperabili, 2014,  p. 704, ISBN 978-88-541-6252-5.